# Ornithocheiridae
Ornithocheiridae byla čeleď rozšířených pterodaktyloidních ptakoještěrů, kteří žili v období rané až pozdní křídy. Patří do nadčeledi Ornithocheiroidea spolu s dalšími dvěma čeleděmi Istiodactylidae a Pteranodontidae.

## Zeměpisné rozšíření
Nejmladší žijící zástupci této skupiny se vyskytovali ještě v období pozdní křídy (konec geologického věku kampán, asi před 72 miliony let), a to na území dnešního Mexika. V roce 2021 byl publikován popis fosilií zástupců této skupiny také z evropské části Ruské federace (Rjazaňská oblast, geologické souvrství Dmitrov, geologický věk santon, stáří kolem 85 milionů let).
Do této skupiny byl dříve mylně řazen také český ptakoještěr druhu Cretornis hlavaci.

## Klasifikace
Dle D. Unwina, 2006.
- Čeleď Ornithocheiridae
  - Anhanguera
  - Arthurdactylus
  - Boreopterus
  - Brasileodactylus
  - Caulkicephalus
  - Coloborhynchus
  - Haopterus
  - Liaoningopterus
  - Liaoxipterus
  - Ludodactylus
  - Ornithocheirus